# واوگریگنوس
واوگریگنوس (به فرانسوی: Vaugrigneuse) یک کمون در فرانسه است که در Canton of Limours واقع شده‌است.

## خصوصیات
واوگریگنوس ۶٫۰۶ کیلومترمربع مساحت و ۱٬۲۲۵ نفر جمعیت دارد.